# (2369) Chekhov
(2369) Chekhov ist ein Asteroid des Hauptgürtels, der am 4. April 1976 vom russischen Astronomen Nikolai Stepanowitsch Tschernych am Krim-Observatorium in Nautschnyj (IAU-Code 095) entdeckt wurde.
Der Asteroid wurde nach dem russischen Schriftsteller, Novellisten und Dramatiker Anton Pawlowitsch Tschechow (1860–1904) benannt, der international vor allem als Dramatiker  durch seine Theaterstücke bekannt wurde.